# Polyosma cambodiana
Polyosma cambodiana är en tvåhjärtbladig växtart som beskrevs av François Gagnepain. Polyosma cambodiana ingår i släktet Polyosma och familjen Escalloniaceae. Inga underarter finns listade i Catalogue of Life.